# Capasa languidata
Capasa languidata är en fjärilsart som beskrevs av Swinhoe 1902. Capasa languidata ingår i släktet Capasa och familjen mätare. Inga underarter finns listade i Catalogue of Life.